# Maserati Kubang
La Maserati Kubang è un concetto di autovettura pensato dalla casa automobilistica italiana Maserati che si è concretizzato con la presentazione di due concept, uno nel 2003 disegnato da Giorgetto Giugiaro e uno nel 2011, disegnato dal centro stile interno Maserati. Il veicolo, come da tradizione Maserati, porta il nome di un vento, dell'isola di Giava. Nel 2016 viene presentato il modello definitivo, Levante (altro vento).

## Contesto
Nei primi anni duemila nasce, da una collaborazione fra la Maserati e la Italdesign, un concetto di autovettura con caratteristiche ibride che racchiuda in un unico veicolo identità molto diverse fra loro, ma perfettamente integrabili. Il concetto Kubang è sostanzialmente la trasposizione della "natura" delle vetture Maserati, in quanto tali delle pure gran turismo, in un corpo vettura inedito nuovo per la casa del Tridente. Lo scopo era quindi quello di creare una vettura a cavallo fra una gran turismo e un SUV, pur non avvicinandosi mai completamente a quest'ultima classe di veicoli. Col tempo il pensiero legato al veicolo muta, la collaborazione fra l'azienda modenese e lo studio di progettazione torinese finisce e anche la concezione del veicolo cambia, avvicinandosi sempre più ai moderni SUV di grandi dimensioni, molto diffusi negli Stati Uniti e in veloce espansione nel mercato europeo. Come la concezione, anche la tipologia di pianale su cui i due concept sono basati, cambia radicalmente, anche in base alle nuove disponibilità dopo l'acquisizione da parte del Gruppo Fiat di Chrysler LLC. In meno di 10 anni, infatti, la situazione del Gruppo Fiat cambia radicalmente, grazie alla ristrutturazione interna e alle strategie d'espansione nel mercato nordamericano. Mentre il concept del 2003 era basato sul pianale di una pura gran turismo europea, il concept del 2011 viene basato sul pianale di un grande SUV american: il Jeep Grand Cherokee.

## Maserati Kubang 2003 "GT Wagon"
Il primo concept viene presentato al Salone dell'automobile di Detroit nel 2003, si tratta di una vettura a cavallo fra una gran turismo e una station wagon il cui corpo vettura è rialzato da terra dando vita a un crossover che ricorda strettamente un moderno SUV. In realtà il baricentro della Kubang era più basso di circa 100 mm rispetto alla media dei SUV ed era dotata di una distribuzione dei pesi (48% all'anteriore, 52% al posteriore) ottimali più per una gran turismo sportiva che per una sport utility vehicle. La linea riprende l'impostazione stilistica e gli stilemi dei modelli della rinascita Maserati, che in quegli anni avevano permesso al marchio modenese di riportare i conti in attivo e di rientrare in mercati rivelatisi chiave per le proprie strategie commerciali (come gli Stati Uniti); Il frontale, in particolare, ricorda un'evoluzione di quello delle Coupé e Spyder in produzione in quegli anni, sebbene più massiccio. Lo scopo della casa automobilistica era quello di entrare in un settore di mercato in espansione pur non snaturando l'immagine del marchio. La Maserati non è stata l'unica delle aziende del Gruppo Fiat a intraprendere questa strada; lo stesso anno, infatti, anche l'Alfa Romeo presenta un proprio concetto di SUV sportivo: l'Alfa Romeo Kamal. La Kubang GT Wagon incorporava in un'unica vettura qualità sia dinamiche che di abitabilità: alimentata da un motore V8 da 390 CV era dotata da un'architettura non convenzionale, soprattutto negli interni, che, anche grazie all'artigianalità che contraddistingue la casa automobilistica italiana, poteva essere a quattro, cinque o addirittura sette posti, ed ogni configurazione presentava caratteristiche molto diverse dalle altre due. L'auto era pensata per una trazione integrale e un cambio automatico a 6 rapporti, che faceva intuire l'orientamento di quest'ultima principalmente al mercato nordamericano. Tuttavia il veicolo non ha mai avuto esito produttivo, ma ha creato un precedente nella gamma della casa modenese che ha inevitabilmente aperto quest'ultima a una tipologia di veicolo completamente nuova, che si ripresenta, otto anni dopo, con un secondo concept.

## Maserati Kubang 2011

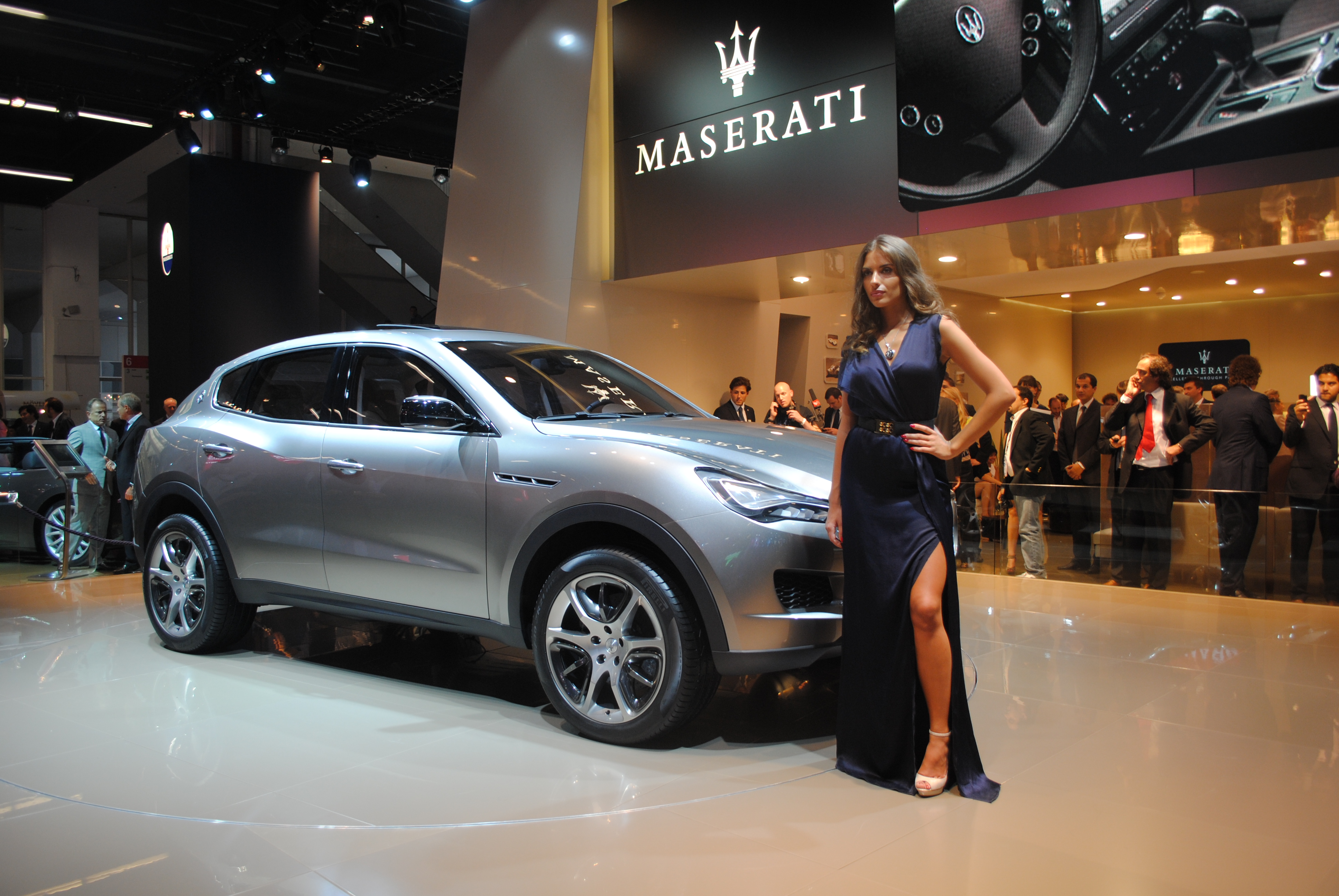
Presentazione del SUV nel 2011

Nel 2011 viene presentato al salone dell'automobile di Francoforte una nuova interpretazione del concetto "Kubang". Lo sviluppo di questo nuovo concept perde ogni legame con la Italdesign e parte della filosofia che racchiudeva la proposta del 2003. Si apre invece una parentela con una realtà extra europea: Detroit, non solo a livello tecnico ma anche concettuale. La base meccanica sulla quale il nuovo concept è basata: il pianale della Jeep Grand Cherokee, influenza più la concezione di veicolo che per le capacità dinamiche del Kubang stesso. La nuova proposta della casa modenese, infatti, si orienta più verso il segmento dei grandi SUV di lusso, dall'impostazione più convenzionale e razionale, molto più vicina a una berlina che ad una gran turismo. Dal punto di vista dinamico e tecnico, invece, la vettura non si discosta molto dalle caratteristiche fondamentali delle vetture del tridente; la riprogettazione del pianale è avvenuta a Modena e la casa automobilistica italiana ha dichiarato che stile, motorizzazioni, sospensioni, freni (e tutto ciò che costituisce il pianale oltre al basamento) sono stati sviluppati per conferire alla Kubang un comportamento stradale, prestazioni e personalità tipici del marchio. I motori sono stati progettati a Modena dal centro sviluppo motori interno, sotto la responsabilità di Paolo Martinelli e verranno costruiti a Maranello dalla Ferrari.

### Stile
Il concept disegnato dal centro stile interno, supervisionato da Lorenzo Ramaciotti, si presenta con una linea muscolosa ma filante, con un corpo vettura volto all'abitabilità interna ma caratterizzato da un padiglione disposto in posizione estremamente arretrata verso la coda nascondendo completamente il terzo volume e dando una linea vicina a quella di una Gran Turismo. Infatti, nonostante la concezione di veicolo sia cambiata e il Kubang 2011 abbia una forma più tradizionale del concept 2003, i riferimenti stilistici e le proporzioni riprendono molto le altre vetture del tridente. Il montante posteriore a triangolo e la grande calandra sono alcuni degli stilemi classici del marchio, anche la presa d'aria a tre feritoie sopra il passa-ruota anteriore è presente, sebbene completamente reinterpretata. Alcuni elementi stilistici, come la fiancata e i gruppi ottici anteriori, vengono successivamente ripresi per generale le linee della nuova Quattroporte del 2013, lo stile è tuttavia ripreso a sua volta da quello della GranTurismo.